# Jean-Louis Burnouf
Jean-Louis Burnouf (Urville, 14 de septiembre de 1775 - 8 de mayo de 1844) fue un filólogo francés.

## Biografía
Era hijo de un tejedor del que quedó huérfano siendo muy joven. Durante la Revolución Francesa, hizo fortuna como comerciante.  Fue profesor de retórica en la Universidad desde 1808 y de latín en el Collège de France, de 1817 a 1844.  Fue elegido miembro de la Académie des inscriptions et belles-lettres en 1836.
Jean Louis Burnouf tradujo a clásicos como Salustio, Tácito, Cicerón y Plinio el Joven.  También tradujo al latín la versión en francés del Yadjanadatta Badha de Antoine-Léonard Chézy.
Burnouf estudió sánscrito, con el lingüista Alexander Hamilton. Su hijo Eugène Burnouf, y su sobrino-nieto Émile-Louis Burnouf, fueron grandes indólogos.

## Obras
- Méthode pour étudier la langue grecque (1813–1814)
- Méthode pour étudier la langue latine (1840–1841)
- Souvenirs de jeunesse, 1792-1796 (1888)
- Jean-Louis Burnouf en Wikisource en francés.